# Päpstliche Zuaven
Die Päpstlichen Zuaven (ital. Zuavi Pontifici) waren ein Infanterie-Regiment, das 1861 zur Verteidigung des Kirchenstaates aufgestellt wurde. Vorbild waren die Zuaven des Zweiten Französischen Kaiserreichs.

## Ursprung
Die Zuaven entstanden aus einer Einheit, die 1860 von General Louis Juchault de Lamoricière als Französisch-Belgische Tirailleure aufgestellt wurde. Am 1. Januar 1861 wurde die Einheit in Päpstliche Zuaven umbenannt.

## Internationale Zusammensetzung

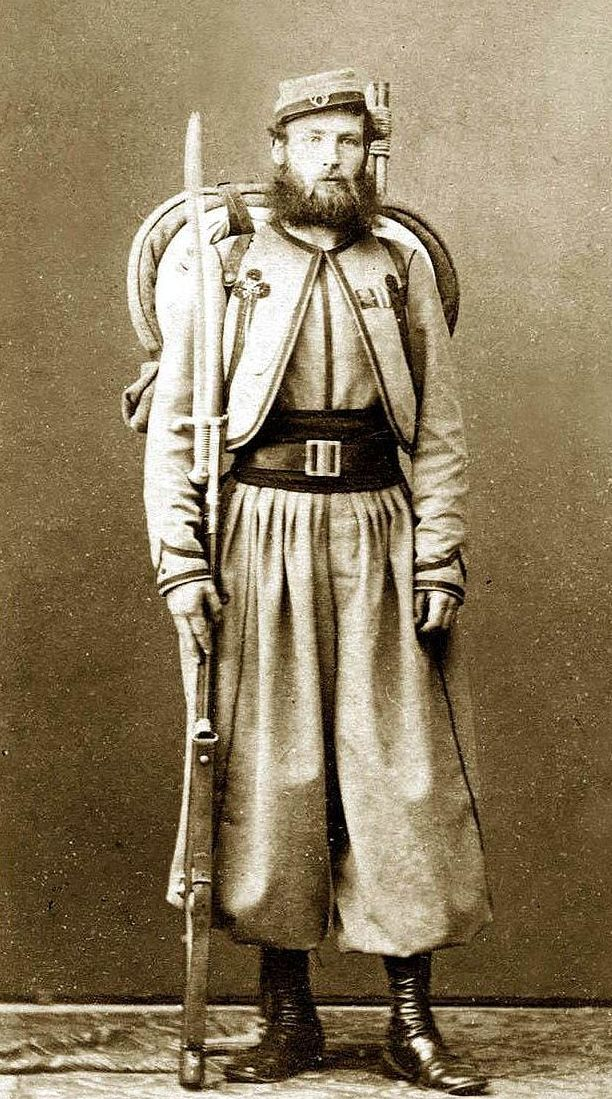
Päpstlicher Zuave, der Major O’Reilley’s Papal Brigade, Veteran des Krieges gegen Garibaldi. Voll bewaffnet und ausgerüstet mit einem französischen Gewehr Kaliber 71 Modell 1842 mit Bajonett und Rucksack

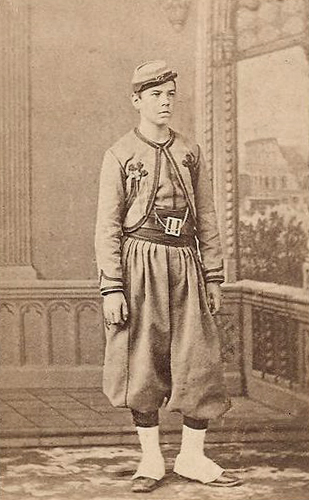
Jules Marie Deluen (1849–1918) in päpstlicher Zuavenuniform in Nantes, Frankreich

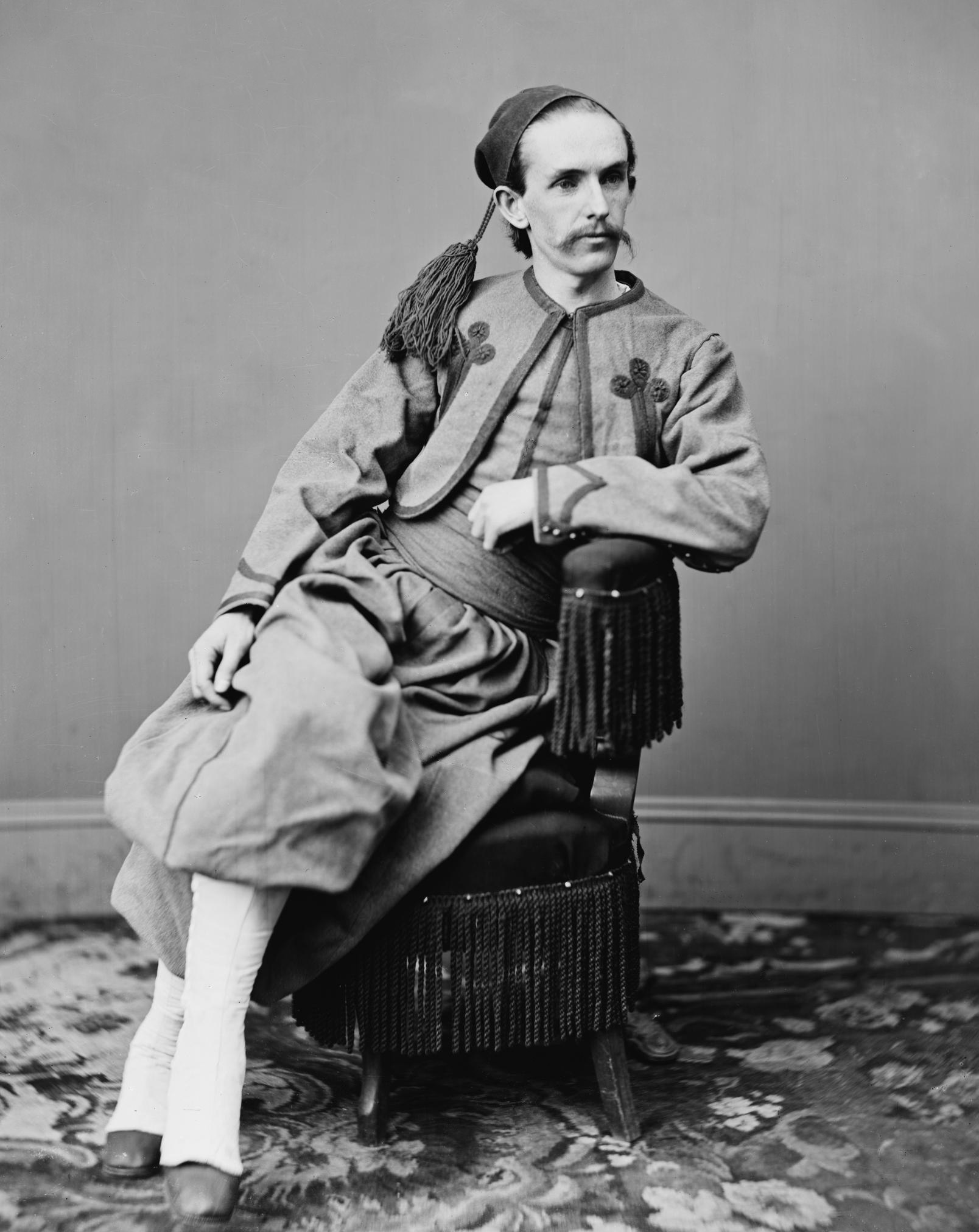
John Surratt in Zuavenuniform in Nantes, Frankreich, ca. 1866–1867

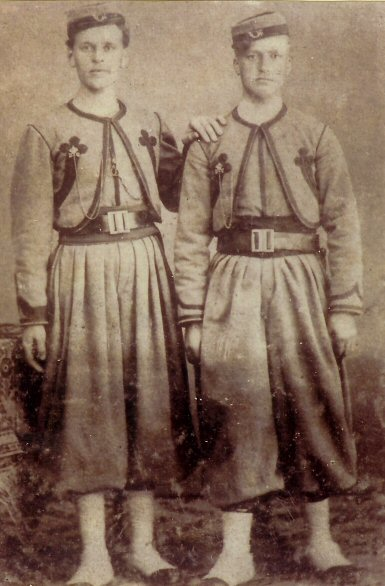
Douwe und Matthijs Walta aus Workum, zwei niederländische Zuaven dienen unter Papst Pius IX. 1870.

Die päpstlichen Zuaven waren hauptsächlich junge Männer, die unverheiratet und römisch-katholisch waren. Sie dienten freiwillig Papst Pius IX. in seinem Kampf gegen die italienische Revolution. Ihre Uniform unterschied sich von derjenigen der französischen Zuaven nur durch die Farbe Grau und einem roten Beschnitt. Ein rot-graues Käppi ersetzte den für die nordafrikanischen Zuaven typischen Fes.
Alle Befehle wurden auf Französisch erteilt. Führer des Verbands war der Schweizer Oberst M. Allet.
Das Regiment wurde international rekrutiert. Im Mai 1868 zählte es 4.592 Mann, bestehend aus 1.910 Niederländern, 1.301 Franzosen, 686 Belgiern, 157 Römern und päpstlichen Untertanen, 135 Kanadiern, 101 Iren, 87 Preußen, 50 Engländern, 32 Spaniern, 22 Deutschen, 19 Schweizern, 14 Amerikanern, 14 Neapolitanern, 12 Muden, 12 Polen, 10 Schotten, 7 Österreichern, 6 Portugiesen, 6 Tuskiern, 3 Maltesern, 2 Russen und je einem Freiwilligen von den Südsee-Inseln, aus Indien, Afrika, Mexiko, Peru und Tscherkessien.
Ein britischer Freiwilliger, Joseph Powell, notierte in seinem Dienstbericht Two Years in the Pontifical Zouaves, dass mindestens drei „Schwarze“ und ein „Chinese“ bei den Zuaven gedient hätten.
Zwischen Februar 1868 und September 1870 stieg die Anzahl von kanadischen Freiwilligen, die hauptsächlich aus der frankophonen und überwiegend katholisch geprägten Provinz Québec stammten, auf 500 Mann. 114 von ihnen kehrten nach der bevorstehenden Kapitulation des Kirchenstaates im September 1870 nach Kanada zurück.

## Der Kampf um Mentana
1.500 päpstliche Zuaven unterstützten beim Kampf um Mentana am 3. November 1867 die französisch-päpstlichen Truppen bei ihrem Sieg über italienische Freiwilligentruppen unter der Führung von Giuseppe Garibaldi.
In seinem Bericht an den Papst lobte der Kommandeur der päpstlichen Truppen, General Hermann Kanzler, den Mut der Zuaven unter Berufung auf einen bestimmten Bajonettangriff als ein besonderes Beispiel.
Die Zuaven trugen mit 81 Toten und Verwundeten die Hauptlast der Kämpfe. Sie erlitten 24 Todesopfer – von insgesamt 30 Todesopfern der päpstlichen Truppen – und 57 Verletzte. Der offizielle französische Schlachtenbericht des französischen Kommandanten General de Failly erwähnte auch die Tapferkeit der päpstlichen Zuaven. Das jüngste Opfer war der 17-jährige englische Zuave Julian Watts-Russel.
Die Zuaven werden in Victor Hugos Gedicht Mentana erwähnt.
Nicht zu verwechseln sind die päpstlichen Zuaven mit der Legion von Antibes, einer 1866 gebildeten Legion internationaler, hauptsächlich französischer Freiwilliger, die infolge der Septemberkonvention im Sommer 1866 in Antibes rekrutiert wurde und bis 1870 Teil der päpstlichen Streitmacht war. Auch die Legion von Antibes war an den Kämpfen in Mentana beteiligt.

## Die letzten Tage des päpstlichen Staates
Die Zuaven spielten eine Rolle im Endkampf gegen die Streitkräfte des neu vereinigten Königreiches Italien im Jahre 1870. Zudem waren die päpstlichen Zuaven in der Minderheit, im Verhältnis sieben zu eins. Die Zuaven kämpften gegen die feindlichen Lanzenreiter mit päpstlicher Artillerie. Des Weiteren bereiteten die Zuaven einen Gegenangriff gegen die Truppen Garibaldis vor. Bevor es zur Kapitulation kam, zerstörten die Zuaven ihre Waffen.
Etliche Zuaven wurden hingerichtet oder durch die italienischen Streitkräfte ermordet, einschließlich eines Offiziers, der sich geweigert hatte, sein Schwert aufzugeben.

## Freiwillige aus dem Westen
Nach der Eroberung von Rom durch Viktor Emanuel II. von Italien im Jahre 1870 diente das französische Aufgebot der früheren päpstlichen Zuaven den Franzosen zur Verteidigung während des Französisch-Preußischen Kriegs. In ihrer bisherigen roten und grauen Uniform kämpften sie, nun unter dem neuen Namen Volontaires de l’Ouest (Freiwillige des Westens), gegen die Preußen und deren Deutsche Verbündeten. Beim Gefecht bei Artenay zwischen dem 11. und 12. Oktober 1870 wurden 15 Männer verletzt, einige davon tödlich. Mit einer Armee von 1800 Mann kämpften die früheren päpstlichen Zuaven in der Schlacht von Loigny (2. Dezember 1870). Hierbei verloren sie 216 Kämpfer, während sie für die sich zurückziehende französische Armee einstanden. Die Freiwilligen des Westens lösten sich auf, nachdem die Preußen bis nach Paris vorgedrungen waren.

## Denkmäler
Es gibt mehrere Denkmäler der päpstlichen Zuaven, unter anderen das eines niederländischen Museums in der Nähe der Basilika von Oudenbosch, die Massenkapelle in der Kapuzinergruft und ein weiteres Denkmal im Lateran. Grabsteine von Zuaven befinden sich im Dom von Frascati.